# Du'aine Ladejo
Du'aine Thorne Ladejo, né le 14 février 1971 à Paddington, Angleterre, est un athlète britannique spécialiste du 400 mètres.

## Carrière
Sélectionné dans l'équipe du Royaume-Uni lors des Jeux olympiques d'été de 1992, il dispute les séries du relais 4 × 400 mètres mais n'est pas retenu lors de la finale. Il remporte son premier titre international majeur en début de saison 1994 en s'adjugeant le titre du 400 m des Championnats d'Europe en salle disputés au Palais omnisports de Paris-Bercy. Plus tard dans la saison, il représente l'Angleterre lors des Jeux du Commonwealth se déroulant à Victoria. Deuxième de l'épreuve individuelle derrière le Kényan Charles Gitonga, il remporte la finale du relais 4 × 400 m aux côtés de ses coéquipiers anglais, devançant la Jamaïque et Trinité-et-Tobago. 
Figurant parmi les favoris des Championnats d'Europe en plein air disputés en août 1994 à Helsinki, Du'aine Ladejo remporte la médaille d'or du 400 m dans le temps de 45 s 09, devançant de 11 centièmes son compatriote Roger Black. Aligné par ailleurs dans l'épreuve du relais 4 × 400 m, l'équipe du Royaume-Uni, composée de David McKenzie, Roger Black, Brian Whittle et Du'aine Ladejo, s'impose en finale devant la France.
Du'aine Ladejo établit ses meilleures performances chronométriques durant l'année 1996. Le 10 mars 1996, il bat son record personnel en salle en réalisant le temps de 46 s 12 lors de sa victoire en finale des Championnats d'Europe en salle de Stockholm, obtenant son deuxième succès dans cette compétition. Le 16 juin 1996, lors du meeting de Birmingham, le Britannique établit en 44 s 66 la meilleure performance de sa carrière sur piste extérieure.

## Palmarès
| Date | Compétition                    | Lieu         | Place | Épreuve   |
| ---- | ------------------------------ | ------------ | ----- | --------- |
| 1994 | Championnats d'Europe en salle | Paris        | 1er   | 400 m     |
| 1994 | Jeux du Commonwealth           | Victoria     | 2e    | 400 m     |
| 1994 | Jeux du Commonwealth           | Victoria     | 1er   | 4 × 400 m |
| 1994 | Championnats d'Europe          | Helsinki     | 1er   | 400 m     |
| 1994 | Championnats d'Europe          | Helsinki     | 1er   | 4 × 400 m |
| 1996 | Championnats d'Europe en salle | Stockholm    | 1er   | 400 m     |
| 1998 | Jeux du Commonwealth           | Kuala Lumpur | 7e    | Décathlon |
| 2001 | Championnats d'Europe en salle | Lisbonne     | 4e    | 4 × 400 m |

- Vainqueur du 400 m des Championnats de l'Amateur Athletic Union en 1994, 1996 et 2003

## Records personnels
- 400 m (extérieur) : 44 s 66 (1996)
- 400 m (salle) : 46 s 12 (1996)